# Яго Британський
Яго Британський (валл. Iago), відповідно до твору Джефрі Монмутського, сімнадцятий Міфічний король Британії, племінник короля Гургуста. 